# Rui Trancoso de Lira
Rui Trancoso de Lira (1470 -?) foi um nobre e Cavaleiro medieval do Reino de Portugal, tendo sido senhor de Lira, actual localidade de Lara. 

## Relações familires
Foi filho de Diogo de Lira Bermudes (1445 -?) e de Maria Álvares Trancoso. Casou com Brites Álvares Bacelar (1480 -?), filha de Álvaro Vaz Bacelar (1440 -?) e de Maria Soares Pereira (1450 -?), de quem teve:
1. Álvaro Vasques Trancoso (1510 -?) casou por duas vezes, a primeira com Maria de Azevedo e a segunda com Constança Rodrigues,
2. Gregório Trancoso,
3. João Trancoso, inquisidor em Coimbra,
4. Ana Gomes Trancoso (c. 1510 -?) casou com Afonso Sanches de Moscoso,
5. António Trancoso de Lira (c. 1510 -?) casou por duas vezes, a primeira com Maior (ou Maria) Correia e a segunda com Isabel Rodrigues de Caldas,
6. Maria Soares casou com Gomes de Abreu,
7. Helena Gomes Trancoso (1520 -?) casou com Gil Palhares Pereira,
8. Maria Soares Tangil casada com Gomes Gonçalves de Abreu, 4.º Alcaide-mor do Castelo de Melgaço.

Fora do casamento teve:
1. Rodrigo Trancoso.

O senhorio de Lira não se refere à localidade de Lara em Monção, mas sim à terra de Lira perto de Ponteareas na Galiza. Os Troncoso de Lira são galegos